# Nicolas Hoydonckx
Nicolaus Huibrecht Hoydonckx (* 29. Dezember 1900 in Zolder; † 4. Februar 1985 in Hasselt), auch in der Schreibweise Nicolaas Hoydonckx oder kurz Nic Hoydonckx, war ein belgischer Fußballspieler auf der Position eines Außenverteidigers. Er war zuletzt für den RFC Tilleur und die belgische Fußballnationalmannschaft aktiv.

## Karriere

### Verein
Hoydonckx begann seine Vereinskarriere in seiner belgischen Heimat, wo er ab dem Jahr 1920 im Kader des damaligen Zweitligisten Berchem Sport aus dem Antwerpener Stadtteil Berchem stand. Ob er dem Verein bereits davor angehörte, ist aus den Quellen ebenso nicht ersichtlich wie genaue Daten über die Anzahl seiner Einsätze. Hier platzierte er sich mit der Auswahl in der Saison 1920/21, an der Seite von Joseph Cootmans, Léopold Dries und Stürmer Joseph Taeymans, auf einen Platz im Mittelfeld der Tabelle. Ein Jahr später wurde er Vizemeister und stieg mit der Mannschaft in die Division d’Honneur auf. Während der ersten zwei Jahre platzierte er sich mit der Mannschaft im unteren Feld der Tabelle. Ab der Saison 1924/25 konnte sich die Auswahl um Hoydonckx jedes Jahr um einen Rang in der Tabelle steigern, der vierte Platz in der Meisterschaft 1927/28 stellte dabei seinen größten Erfolg dar.
Im Jahr 1928 verließ er Berchem Sport und schloss sich den Drittligisten REFC Hasselt aus der Provinz Limburg an. Nach zwei Spielzeiten stieg er mit den Verein in die Zweitklassige Division I auf und belegte in der Saison 1930/31 mit der Mannschaft den 12. Tabellenplatz. Auch ein Jahr später konnte der Verein im Mittelfeld der Tabelle die Klasse halten. Nach der Platzierung auf den Letzten Tabellenrang in der Saison 1932/33 und den damit verbundenen Abstieg, wechselte Hoydonckx zum Erstligaaufsteiger RFC Tilleur in die Provinz Lüttich. Trotz des Abstiegs nur ein Jahr später, blieb er den Verein auch in der Zweitklassigkeit treu und beendete nach zwei weiteren Spielzeiten, im Jahr 1936, seine aktive Karriere. Einen Vereinstitel konnte er während seiner Laufbahn nicht gewinnen.

### Nationalmannschaft
Sein Debüt für die belgische Fußballnationalmannschaft gab Hoydonckx am 12. Februar 1928, im Freundschaftsspiel unter Trainer William Maxwell, gegen die Auswahl von Irland (2:4). Noch im gleichen Jahr wurde er durch den österreichischen Trainer Viktor Löwenfeld, zusammen mit Jan Diddens und den Brüdern Pierre und Raymond Braine, in das Aufgebot der Belgier bei den Olympischen Sommerspielen 1928 in Amsterdam berufen. Hier kam er in den Partien gegen Luxemburg (3:5), Argentinien (6:3) und, in einer an das Turnier anschließenden Trostrunde, gegen die Niederlande (3:1) zum Einsatz.
Obwohl er in dieser Zeit im Kader eines Drittligisten spielte, wurde er zwei Jahre später durch Trainer Hector Goetinck in den belgischen Kader bei der ersten Weltmeisterschaft 1930 in Uruguay berufen. Die Mannschaft um Hoydonckx, Torhüter Arnold Badjou und Torjäger Bernard Voorhoof verlor jedoch beide Gruppenspiele, gegen die Vereinigten Staaten mit 0:3 und gegen Paraguay mit 0:1, und schied damit bereits frühzeitig aus dem Turnier aus. In beiden Partien stand der Außenverteidiger Hoydonckx dabei in der Startaufstellung. Seinen letzten Einsatz im Trikot der Nationalmannschaft bestritt er am 26. November 1933, im Freundschaftsspiel unter Trainer Hector Goetinck, gegen die Auswahl von Dänemark (2:2). Insgesamt absolvierte er 36 Länderspiele, ein Tor gelang ihn dabei jedoch nicht.